# Jeff Sessions

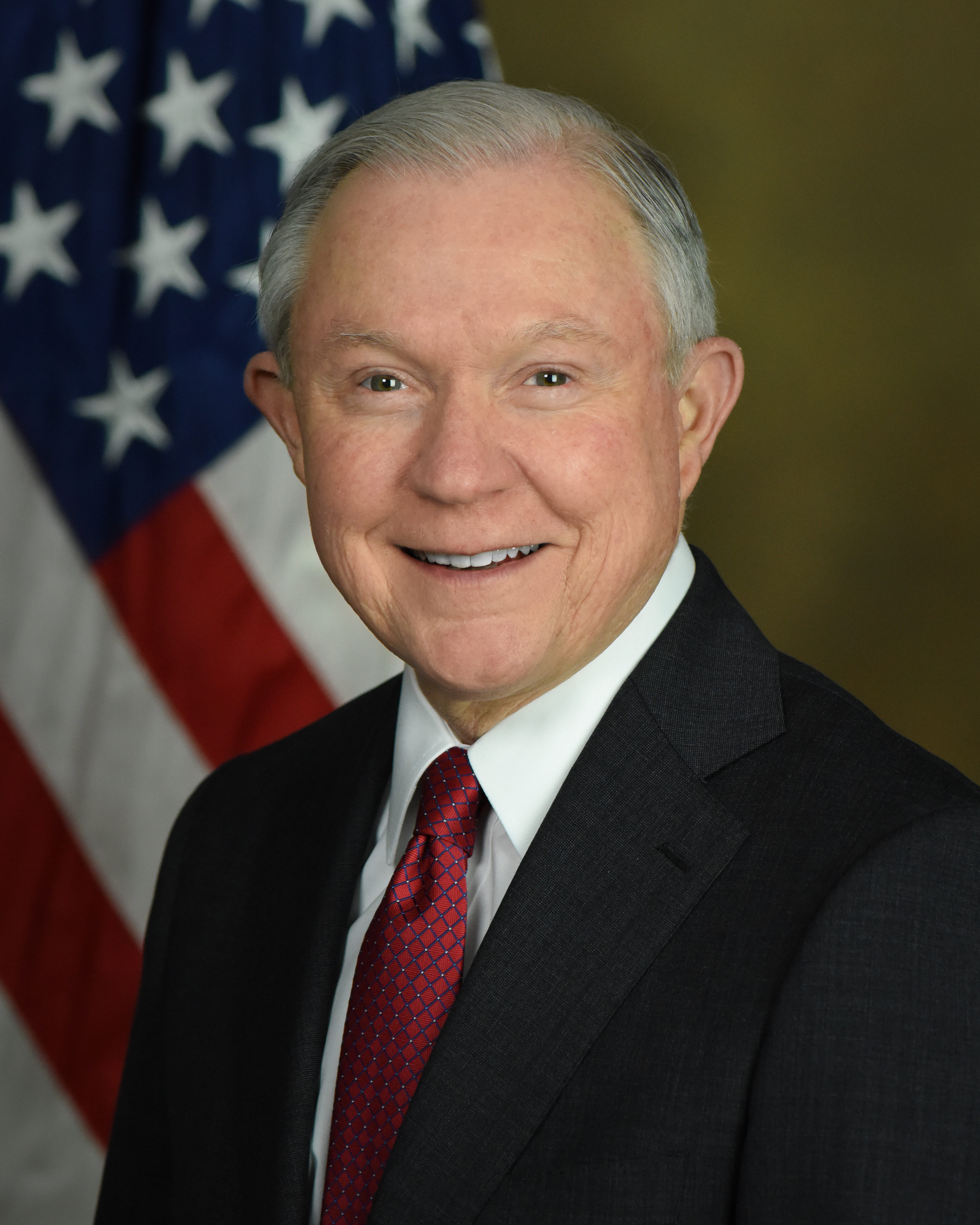
Jeff Sessions (2017)

Jefferson Beauregard „Jeff“ Sessions III (* 24. Dezember 1946 in Selma, Alabama) ist ein US-amerikanischer Politiker der Republikanischen Partei. Er war vom 9. Februar 2017 bis zum 7. November 2018 der 84. Justizminister der Vereinigten Staaten. Von 1997 bis 2017 gehörte Sessions für den Bundesstaat Alabama dem Senat der Vereinigten Staaten an.

## Ausbildung, Beruf und Persönliches
Jeff Sessions ist der Sohn von Jefferson Beauregard Sessions Jr. und Abigail Powe Sessions. Er wuchs im Unincorporated Area Hybart im Monroe County auf, wo sein Vater – der im Zweiten Weltkrieg gedient hatte und lebenslang Anhänger der Demokraten war – einen Dorfladen betrieb. Sessions war Mitglied der Boy Scouts of America und stieg bis zum Eagle Scout auf. In seiner Schulzeit an der Camden High School war Sessions Linebacker im American Football und wurde zum Präsidenten der Abschlussklasse gewählt. Anschließend studierte Sessions am Huntingdon College in Montgomery, wo er sich bei den Jungen Republikanern engagierte und zum Vorsitzenden der Studierendenschaft gewählt wurde. Dort erhielt er 1969 den Grad Bachelor of Arts. Danach besuchte er die University of Alabama School of Law, an der er 1973 mit einem Juris Doctor graduierte. Anschließend war Sessions als Rechtsanwalt in Russellville tätig und zog später nach Mobile. Von 1973 bis 1986 diente Sessions in der United States Army Reserve, die er im Rang eines Captains verließ.
Sessions heiratete Mary Blackshear aus Gadsden kurz nach seinem Collegeabschluss. Sie haben drei erwachsene Kinder und leben in Mobile (Alabama). Er engagiert sich in der methodistischen Kirche.

## Justizlaufbahn
Von 1981 bis 1993 war Sessions United States Attorney (Bundesstaatsanwalt) für den südlichen Distrikt von Alabama. 1986 wurde ihm die Bestellung zum Bundesrichter am United States District Court von Alabama versagt, nachdem ihm im Rahmen einer Anhörung vor dem zuständigen Senatsgremium frühere rassistische Äußerungen gegenüber Douglas Wicks attestiert worden waren. So habe er das „N-word“ benutzt sowie gewitzelt, dass er den Ku-Klux-Klan immer für „okay“ hielt, „bis er herausfand, dass dessen Mitglieder Marihuana rauchten“. Das hätte beinahe das Ende seiner politischen Karriere zur Folge gehabt.
Damals schrieb die Witwe von Martin Luther King, Coretta Scott King, an Senator Strom Thurmond:

“Anyone who has used the power of his office as United States Attorney to intimidate and chill the free exercise of the ballot by citizens should not be elevated to our courts. Mr. Sessions has used the awesome powers of his office in a shabby attempt to intimidate and frighten elderly black voters. For this reprehensible conduct, he should not be rewarded with a federal judgeship.”

„Wer die Macht seines Amtes als US-Staatsanwalt dazu benutzt, mittels Einschüchterung und Abschreckung die freie Ausübung der Stimmabgabe durch die Bürger zu verhindern, darf bei uns nicht zum Richter erhoben werden. Herr Sessions hat die ehrfurchtgebietende Autorität seines Amtes zu dem schäbigen Zweck benutzt, ältere schwarze Wähler einzuschüchtern und ihnen Angst einzujagen. Für dieses verwerfliche Verhalten darf er nicht mit einem Bundesrichteramt belohnt werden.“

Von Januar 1995 bis Januar 1997 amtierte Sessions als Attorney General – und damit Leiter der bundesstaatlichen Justiz – von Alabama.

## Politische Laufbahn

### Senator für Alabama

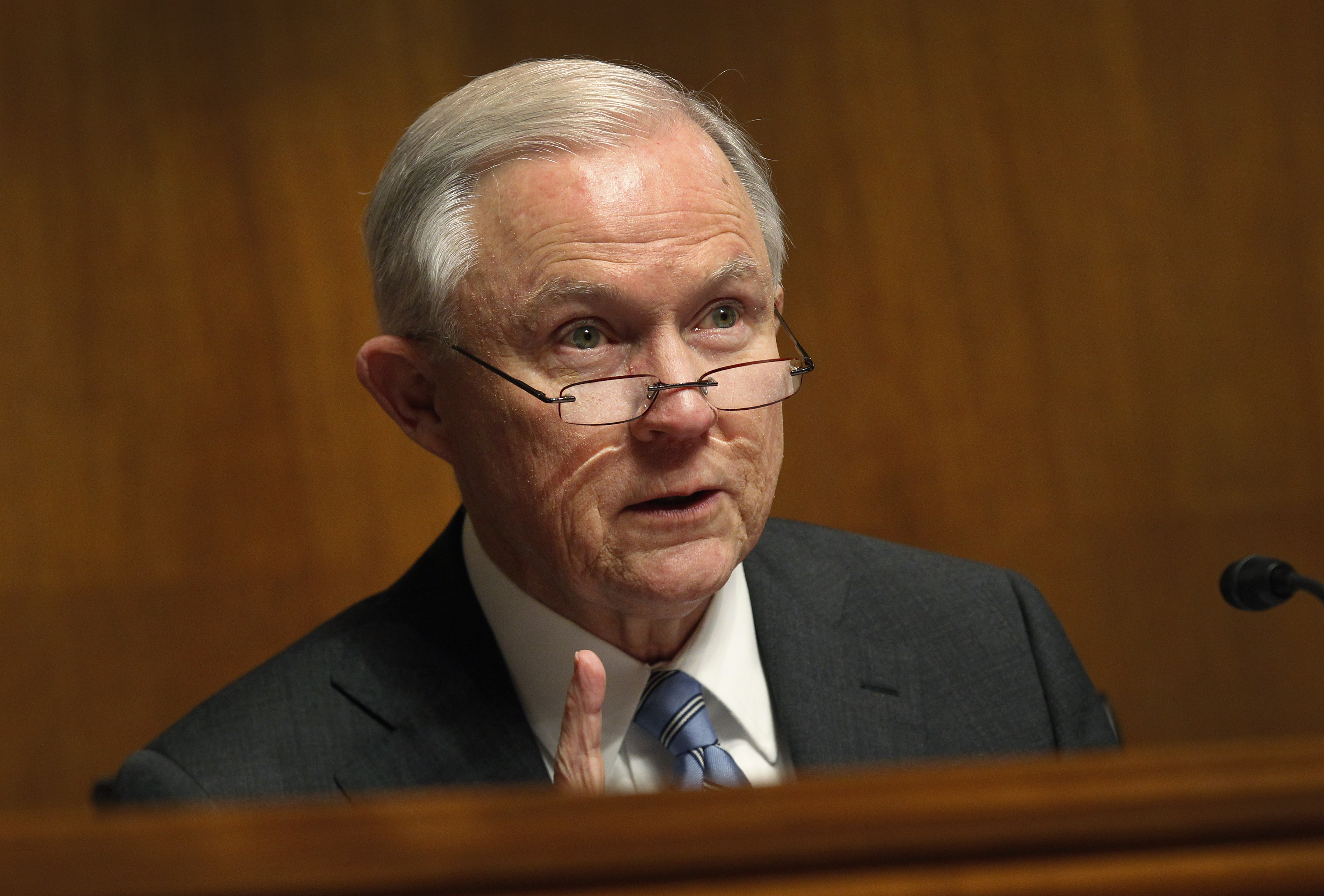
Senator Sessions (2016)

Bei der Senatswahl im November 1996 wurde Sessions erstmals in den Senat der Vereinigten Staaten gewählt. Bei den Wahlen 2002, 2008 und 2014 wurde er mit klarer Mehrheit bestätigt, wobei er 2014 ohne Mitbewerber in der republikanischen Vorwahl und in der eigentlichen Wahl durch einen Gegenkandidaten der Demokraten blieb. Nach seinem Amtsantritt als Justizminister am 9. Februar 2017 schied Sessions aus dem Senat aus.
Nach seinem Rücktritt als Justizminister im November 2018 erklärten Vertraute Sessions’, er trete womöglich bei der Senatswahl 2020 wieder für sein früheres Mandat an. Dieses hat seit der Nachwahl im Dezember 2017 der Demokrat Doug Jones inne. Im November 2019 kündigte er seine Kandidatur dann an. In der Vorwahl der Republikaner am 3. März 2020 errang er mit 31,6 % den zweiten Platz hinter dem ehemaligen American‐Football‐Trainer Tommy Tuberville. Damit trat Sessions am 31. März in einer Stichwahl gegen Tuberville an, die er verlor.

### Wahlkämpfer für Donald Trump
Anfang 2015 legte Sessions ein Strategiepapier vor, wie die Republikaner die Präsidentenwahl gewinnen könnten: Die Partei müsse der Arbeiterklasse erklären, dass sie von Einwanderern um ihren Wohlstand geprellt werde. „Ohne diese Wähler können wir 2016 nicht gewinnen“, „und Republikaner können diese Wähler nicht gewinnen, wenn sie nicht bereit sind, auf Abstand zur Kaste der Großspender zu gehen.“
Im März 2016 sprach sich Sessions im Rahmen der republikanischen Vorwahlen zur US-Präsidentschaftswahl 2016 für Donald Trump aus, dessen Wahlkampf er auch schon zuvor als Berater und durch Auftritte unterstützt hatte.
Steve Bannon sagte im Januar 2017, Sessions sei „der Anführer der populistischen Revolte gegen die Elite“ gewesen.

### Justizminister unter Präsident Trump
Der gewählte Präsident Trump schlug Sessions am 18. November 2016 als Justizminister der Vereinigten Staaten vor.
Generalstaatsanwälte aus fünf US-Bundesstaaten und der Hauptstadt Washington, D.C. forderten Mitte Januar 2017 in einem offenen Brief den US-Senat auf, Sessions ihre Zustimmung zu verweigern und damit seine Ernennung zu verhindern. Sessions habe sich in seiner Vergangenheit als Politiker und Generalstaatsanwalt von Alabama geweigert, Minderheiten und Schwächere zu schützen. Die Einführung wichtiger Justizreformen habe er trotz überparteilicher Empfehlungen verhindert. Das Amt des Generalbundesanwaltes sei enorm wichtig und entfalte großen Einfluss. Es sei entscheidend, dass es von jemandem bekleidet werde, auf den Verlass sei. Auch über 1400 Jura-Professoren kritisierten in einem offenen Brief die Nominierung.
Trotzdem wurde Sessions am 9. Februar 2017 vom Senat bestätigt und übte seitdem unter der Präsidentschaft Trumps das Amt des US-Justizministers aus.
Das Verhältnis des US-Präsidenten Donald Trump zum Justizminister Jeff Sessions verschlechterte sich nach wenigen Monaten der Präsidentschaft. Im Juli 2017 kritisierte Trump öffentlich, dass Sessions sich (wegen 28 CFR 45.2) aus den Russland-Ermittlungen als befangen zurückgezogen hatte; Trump äußerte, er hätte ihn nicht als Justizminister ernannt, wenn Sessions ihm das schon vorher mitgeteilt hätte. Sessions’ Verhalten sei „extrem unfair“ („extremely unfair — and that’s a mild word“); vor dem Geheimdienstausschuss des Senats habe er „schlechte Antworten“ gegeben. Sessions erwiderte am gleichen Tag, er wolle im Amt bleiben („to continue to do so as long as that is appropriate.“)
Ende Juli 2017 erklärten republikanische Mitglieder des US-Senats, dass sie Trump daran hindern würden, Sessions zu entlassen, um letztlich Sonderermittler Robert Mueller loszuwerden. Für diesen Fall sagte Senator Lindsey Graham Trump „den Beginn vom Ende seiner Präsidentschaft“ voraus.
Nach wiederholten öffentlichen Aufforderungen durch Trump entließ Sessions trotz seiner Befangenheit im März 2018 den stellvertretenden FBI-Direktor Andrew McCabe. Bloomberg berichtete, im Jahr 2017 habe Mueller mit Unterstützung McCabes in seiner Sonderermittlung auch wegen möglicher Falschaussagen Sessions’ ermittelt, die Untersuchung aber beendet.
Nachdem Trumps langjähriger Anwalt Michael Cohen sich am 21. August 2018 vor einem Gericht in acht Anklagepunkten für schuldig erklärt hatte, warf Trump Sessions in einem Interview vor, sein Ministerium nicht unter Kontrolle zu haben. Sessions ließ über Twitter die Unabhängigkeit seines Ministeriums betonen und wehrte sich damit zum ersten Mal öffentlich gegen Trumps Angriffe. Anfang September 2018 kritisierte Trump, dass Sessions vor den Wahlen 2018 Ermittlungsverfahren gegen zwei republikanische Kongressabgeordnete, Chris Collins und Duncan D. Hunter, zugelassen hatte, weil das negative Folgen für die Wahlen habe. Trump wurde daraufhin unter anderem vom republikanischen Senator Ben Sasse kritisiert, der die Unabhängigkeit der Justiz verteidigte und erklärte, die USA seien „nicht irgendeine Bananenrepublik“. Der Rechtsexperte von CNN, Jeffrey Toobin, hielt schon diese Aussage Trumps gegen Sessions für eine Behinderung der Justiz und für den möglichen Grund eines Amtsenthebungsverfahrens.
In Bob Woodwards Mitte September 2018 erschienenem Buch Furcht: Trump im Weißen Haus werden Gespräche mit Trump-Mitarbeitern veröffentlicht, nach denen Trump Sessions „geistig zurückgeblieben“ („mentally retarded“), einen Verräter und einen „tumben Südstaatler“ („dumb Southerner“) genannt haben und Sessions’ Südstaaten-Akzent nachgeäfft haben soll, was mehrere Personen aus Trumps Umfeld bestätigten, Trump selbst aber über Twitter abstritt. Trump soll Sessions in einem Gespräch als Idioten bezeichnet haben, woraufhin Sessions ein Rücktrittsgesuch an den Präsidenten richtete, was Trump auf Anraten von Mitarbeitern ablehnte.
Mitte September 2018 sagte Trump, er habe „keinen Attorney General“ und schloss eine Entlassung Sessions’ nicht aus.
Am 7. November 2018, einen Tag nach der Halbzeitwahl, erklärte Sessions auf Aufforderung Trumps seinen sofortigen Rücktritt vom Amt des Justizministers. Donald Trump  berief Matthew G. Whitaker zum geschäftsführenden Nachfolger.

### Russland-Verbindung
Am 1. März 2017 machte die Washington Post publik, dass Sessions im Juli und September 2016 den russischen Botschafter Sergei Kisljak getroffen hatte. Sessions war damals Senator und außenpolitischer Berater Trumps. Im Januar 2017 hatte Sessions vor dem US-Senat unter Eid erklärt, er habe „keine Kommunikation mit den Russen“ gehabt. Das Justizministerium erklärte, Treffen mit Botschaftern gehörten zu Sessions’ Aufgaben als Mitglied des Streitkräfteausschusses des Senats; bei dem Treffen im Juli, am Rand einer Konferenz der konservativen Heritage Foundation, seien auch andere Botschafter zugegen gewesen. Das Treffen im September, ein Besuch des russischen Botschafters in Sessions’ Büro, sei vom Justizministerium selbst publik gemacht worden. Nachdem die Fraktionschefin der Demokraten im Repräsentantenhaus, Nancy Pelosi, Sessions’ Rücktritt gefordert hatte, weil er unter Eid gelogen habe, sprach Trump Sessions am 2. März 2017 sein „volles Vertrauen“ aus und sagte, er habe von Sessions’ Treffen mit dem russischen Botschafter im Jahr 2016 nichts gewusst. Im Mai 2017 wurde bekannt, dass Sessions auch bei seiner behördlichen Sicherheitsüberprüfung 2016 diese Kontakte verschwiegen hatte. Anfang Juni 2017 forderten die demokratischen Senatoren Al Franken und Patrick Leahy – die dem Justizausschuss angehören – das FBI auf, gegen Sessions Ermittlungen wegen Meineids aufzunehmen. Zugleich wurde bekannt, dass Sessions sich möglicherweise ein drittes Mal mit Kisljak getroffen hatte, was er bisher nicht angegeben hat. Zu dieser dritten Begegnung kam es womöglich am 26. April 2016, als sowohl Sessions als auch Kisljak bei einer außenpolitischen Rede Trumps im Washingtoner Mayflower Hotel anwesend waren, was eine Sprecherin des Justizministeriums dementierte.
Am 13. Juni 2017 sagte Sessions unter Eid vor dem Geheimdienstausschuss des US-Senats aus. Auf konkrete Fragen erwiderte er rund dreißig Mal, daran könne er sich nicht erinnern. Er bezeichnete es als „entsetzliche und abscheuliche Lüge“, dass er in eine russische Einflussnahme auf die Wahl verwickelt sein könnte, und weigerte sich, Details aus Gesprächen mit Präsident Trump mitzuteilen. Zur Entlassung von FBI-Chef Comey antwortete Sessions mehrdeutig. Einige Tage später widersprach der frühere US-Botschafter und spätere Gazprom-Lobbyist Richard Burt der Aussage Sessions’, er „glaube“ nicht, vor der Wahl 2016 mit Russland-Lobbyisten zusammengetroffen zu sein: Beide hätten sich in dieser Zeit zweimal getroffen. Sessions wird vom Washingtoner Anwalt Charles J. Cooper beraten.
Im Juli 2017 machte die Washington Post öffentlich, dass der russische Botschafter Kisljak in geheimdienstlich abgehörten Berichten an die russische Regierung angegeben habe, mit Sessions in zwei Treffen über den amerikanischen Präsidentschaftswahlkampf gesprochen zu haben, was Sessions bisher immer bestritten hatte.
Am 14. November 2017 sagte Sessions vor dem Justizausschuss des US-Repräsentantenhauses zu seiner Rolle als außenpolitischer Berater im Wahlkampfteam Trumps aus. Mitte Januar 2018 befragte ihn der Sonderermittler Mueller in einem mehrstündigen Gespräch zu den Russland-Verbindungen.

## Politische Positionen

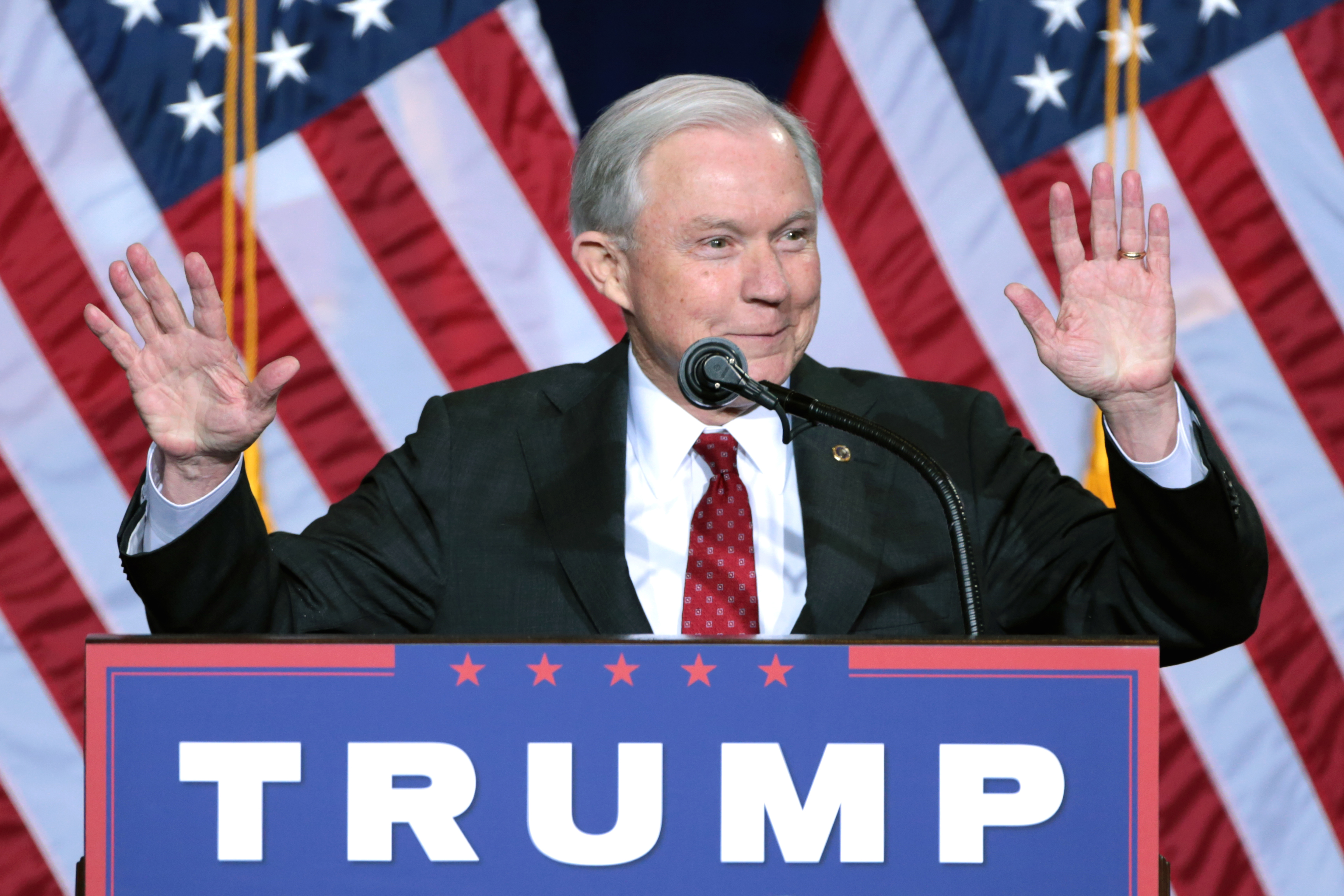
Sessions auf einer Wahlkampfveranstaltung von Donald Trump 2016

Das National Journal bezeichnete Sessions 2007 als einen der fünf konservativsten US-Senatoren, die Süddeutsche Zeitung 2017 als „erzkonservative[n] Hardliner“.

### Einwanderung
Sessions stand für eine restriktive Einwanderungspolitik. Als Senator votierte er gegen annähernd jeden Entwurf eines Gesetzes, das illegal Eingewanderten zur US-Staatsbürgerschaft verhelfen sollte. Legale Migration bezeichnete er in einem Artikel für die Washington Post 2015 als Hauptgrund für die Zuwanderung von Geringverdienern. Als Justizminister zeichnete er für die umstrittene Politik verantwortlich, Kinder von ihren Eltern zu trennen, wenn die Eltern illegal in die USA eingereist sind. Dazu sagte er 2018: „Wer nicht von seinen Kindern getrennt werden will, sollte nicht illegal mit ihnen über unsere Grenze kommen“.

### Sicherheitspolitik
Sessions unterstützte den völkerrechtswidrigen Angriffskrieg auf den Irak 2003. Bei einer Veranstaltung 2005 erklärte er gegenüber Kriegsgegnern: „Diese Gruppe repräsentiert nicht die amerikanischen Ideale von Freiheit und deren Verbreitung weltweit.“ Sessions lehnte als einer von drei Senatoren die Erhöhung des Gesundheitsbudgets für Kriegsveteranen ab.
2005 lehnte Sessions eine Gesetzesvorlage des Senators John McCain ab, dem US-Militär den Einsatz von Folter zu verbieten. Das Gesetz wurde mit 90 gegen 9 Stimmen angenommen.

### Gesellschaftspolitik
Sessions lehnt das Recht auf Schwangerschaftsabbruch ab. Bei einer Anhörung zu seiner Nominierung zum Justizminister erklärte er, er werde trotz seiner persönlichen Überzeugung die Gesetze respektieren, die Abtreibungen erlaubten. Er hat auch fast durchgehend gegen Klonen und Stammzellforschung gestimmt.
Für Sessions steht Marihuana auf einer Stufe mit Heroin und ist angeblich mit für die Gewalt im Land verantwortlich. Im Jahr 2010 äußerte er sich auf Basis von Schilderungen der sozialen Folgen von Cannabis-Missbrauch restriktiv zur Legalisierung von Cannabis auch für medizinische Zwecke gegenüber der zukünftigen DEA-Direktorin Michele Leonhart.
Während der Trump-Präsidentschaft kämpfte er gegen die Cannabis-Legalisierung durch einzelne Bundesstaaten.

### Umweltpolitik
Sessions bestreitet den wissenschaftlichen Konsens, dass der Klimawandel menschengemacht ist: Kohlenstoffdioxid sei „wirklich kein Schadstoff“, sondern „Pflanzendünger, der keinem schadet, außer, dass er Temperaturerhöhungen enthalten könnte“. Klimaschutzmaßnahmen lehnt Sessions ab, die Ergebnisse der Klimaforschung bezeichnet er als „vorsätzliche Fehlinformation“. Er hat sich für eine Ausweitung von Förderung und Verbrauch fossiler Energieträger ausgesprochen. Während seiner Zeit im Senat erhielt er rund 400.000 US-Dollar Spendengelder der Erdöl- und Erdgasindustrie.